# Chromis retrofasciata
Chromis à écharpe noire
Espèce
Chromis retrofasciata, communément nommé Chromis à écharpe noire, est une espèce de poissons osseux de la famille des Pomacentridae.

## Description
Le chromis à écharpe noire est un poisson de petite taille ne dépassant guère 5 cm de long. Son corps est compressé latéralement, sa queue est fourchue. Sa livrée est jaune à ocre avec certains points distinctifs comme une bande noire, telle une écharpe, qui traverse la partie postérieure du corps, le pédoncule caudal ainsi que la nageoire caudale sont blancs, une tache grise est présente sur le front et un liseré bleu électrique surligne le pourtour de l’œil.

## Distribution & habitat
Le chromis à écharpe noire est surtout présent dans les eaux tropicales de la partie centrale de la zone Indo-Pacifique. Soit de l'Indonésie, à l'Australie, incluant la Nouvelle-Calédonie jusqu'aux Iles Fidji et sa limite Nord est le Sud du Japon
Il vit généralement en groupe mais peut toutefois vivre de manière solitaire dans les lagons et pentes récifales calmes et riches en coraux branchus.

## Biologie
Chromis retrofasciata se nourrit principalement de plancton.